# Stadion Miejski (Białystok)
Het Stadion Miejski (Pools volledig: Stadion Miejski w Białymstoku, Stadsstadion van Białystok) is een stadion in Białystok (Polen). Het is de thuisbasis van voetbalclub Jagiellonia Białystok. Het stadion biedt plaats aan 22.386 toeschouwers.

## Geschiedenis

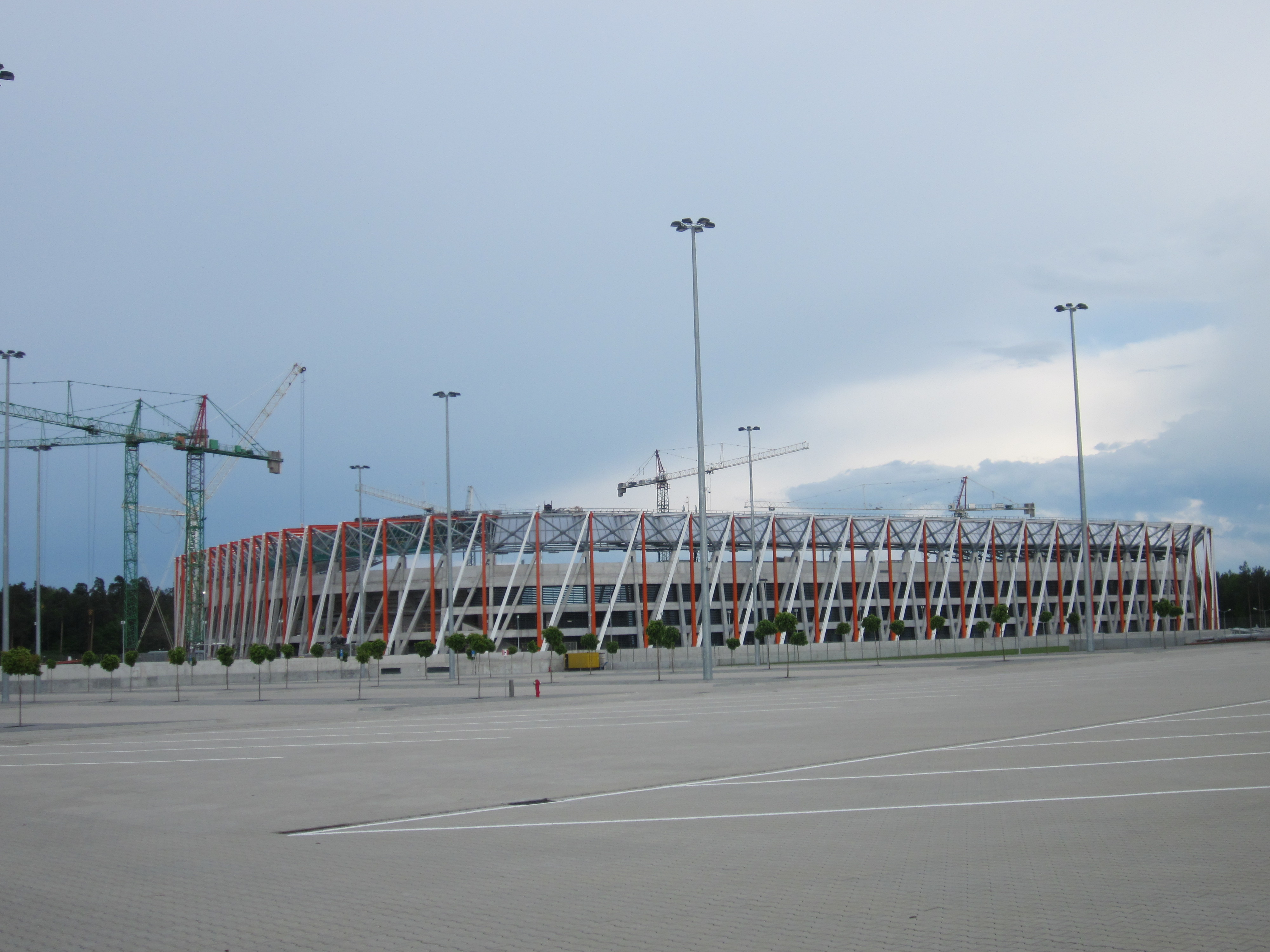
Het karakteristieke exterieur van het stadion in 2014.

Het stadion werd geopend in 1972 en bood toen plaats aan 15.000 bezoekers. Bij de opening droeg het de naam Hetmanstadion of Hetman Białystokstadion. Het stadion werd al snel na de opening uitgebreid, om 30.000 toeschouwers te kunnen verwelkomen. Tijdens de jaren '90, toen de eerste gloriejaren van Jagiellonia voorbij waren, raakte ook het stadion in verval. In 2006 werd het stadion overgenomen door het stadsbestuur van Białystok en kreeg het de huidige naam Stadion Miejski, wat Stadsstadion betekent. Er werden nog 6.000 extra stoeltjes in het stadion geplaatst en er werd een verwarmd veld aangelegd waardoor dit het hele jaar bespeelbaar werd, maar in 2008 werd toch besloten tot een grondige renovatie van het stadion. In dat jaar werd begonnen met de sloop van de hoofdtribune. Daarvoor in de plaats kwam een nieuwe hoofdtribune met twee ringen en modernere faciliteiten. Daarna volgden de andere tribunezijden, waardoor het er feitelijk op neer kwam dat er een volledig nieuw stadion werd gebouwd. Door de fasering kon Jagiellonia tijdens de vernieuwbouw in het stadion blijven spelen. Het gerenoveerde stadion werd, na gesteggel met de aannemers en flinke overschrijding van het budget, in 2014 geopend.

## Interlands
Het Pools voetbalelftal speelde één interland in het oude Hetmanstadion.
| 1 | 24 augustus 1988 | Polen – Bulgarije | 3 – 2 | Vriendschappelijk | 11.000 |